# Humko Deewana Kar Gaye – Liebe überwindet alle Grenzen
Humko Deewana Kar Gaye (Hindi: हमको दीवाना कर गये, Urdu: ہم کو دیوانا کر گیے, übersetzt: Du hast mich verrückt werden lassen) ist ein Bollywoodfilm aus dem Jahr 2006. An den Kinokassen konnte er nicht überzeugen und wurde zum Flop.

## Handlung
Der Automobilverkäufer Aditya verlobt sich mit der schönen Modedesignerin Sonia. Als diese ihre Karriere einer Familiengründung vorzieht, ist Aditya verunsichert. Doch macht sich Aditya über die Heirat vorerst keine Gedanken, denn er wird befördert und fliegt dafür nach Kanada. 
Dort trifft er auf die hübsche Jia Yashvardhan. Anfangs laufen sie sich zufällig über den Weg, doch ihre Freundschaft wächst schnell zur gegenseitigen Zuneigung, obwohl Aditya bald feststellen muss, dass auch Jia verlobt ist – mit dem steinreichen Geschäftsmann Karan Oberoi.
Dennoch hält Jia an der Beziehung zu Aditya fest und erzählt von dem tragischen Tod ihrer Mutter. Am nächsten Morgen erscheint die Nachricht überall in den Klatschspalten und Jia glaubt, dass Aditya dahinter stecke. Doch Aditya ist unschuldig. Von seinem Zimmergenossen Nawab erfährt er von dem versehentlichen Ausplaudern in einem Lokal, wo ein Reporter alles mitnotiert hatte. Jedoch kommt diese Erkenntnis zu spät, denn Jia hat mit Karan, ihrem Verlobten, das Land verlassen, um in Indien alle Hochzeitsvorbereitungen zu treffen.
Erst nach der Hochzeitszeremonie erfährt Jia von Adityas Unschuld. Nach einigen Vorfällen löst Karan selbst die Verbindung auf und reißt Jia das Mangalsutra, eine Kette als Symbol für verheiratete Frauen, vom Hals. So steht dem neuen Glück nichts mehr im Wege.

## Musik
| Song                           | Sänger/in                                          | Komponist                                   |
| ------------------------------ | -------------------------------------------------- | ------------------------------------------- |
| Humko Deewana Kar Gaye         | Sonu Nigaam & Tulsi Kumar                          | Anu Malik                                   |
| Humko Deewana Kar Gaye-II      | Sonu Nigaam                                        | Anu Malik                                   |
| Humko Deewana Kar Gaye-Sad     | Sonu Nigaam                                        | Anu Malik                                   |
| Humko Deewana Kar Gaye-Sad II  | Tulsi Kumar                                        | Anu Malik                                   |
| Tum Sansoon Main               | Himesh Reshammiya & Tulsi Kumar                    | Himesh Reshammiya                           |
| Tum Sansoon Main-Remix         | Himesh Reshammiya & Tulsi Kumar                    | Himesh Reshammiya                           |
| Tum Sansoon Main-Unplugged     | Himesh Reshammiya & Tulsi Kumar                    | Himesh Reshammiya                           |
| Rockstar                       | Abhijeet Bhattacharya, Anu Malik & Sunidhi Chauhan | Anu Malik                                   |
| Dekhte Dekhte                  | Abhijeet Bhattacharya & Alka Yagnik                | Anu Malik                                   |
| Mere Saath Chalte Chalte       | Shaan, Krishna & Sunidhi Chauhan                   | Anu Malik                                   |
| For Your Eyes Only             | Sonu Niigam, Krishna & Nandini Srikar              | Anu Malik                                   |
| For Your Eyes Only-Remix       | Sonu Nigam, Krishna & Nandini Srikar               | Anu Malik, Remix von Jatin Sharma           |
| Bhula Denge Tum Ko Sanam       | Sonu Nigam                                         | Anu Malik                                   |
| Bhula Denge Tum Ko Sanam-Remix | Sonu Nigam                                         | Anu Malik, Remix von Jatin Sharma           |
| Fanah                          | Krishnakumar Kunnath & Anu Malik                   | Anu Malik                                   |
| Fanah-Remix                    | Krishnakumar Kunnath                               | Anu Malik, Remix von Akbar Sami & Anu Malik |

## Kritiken
"Stereotype Romanze nach üblichem Schema, die mit guten Darstellern an die Bollywood-Erfolgswelle der 1990er-Jahre anknüpfen will." (von zweitausendeins.de)
„Mit dem charmanten Paar an der Spitze, flotter Musik als Tempo machende Unterstützung, geschmeidiger Choreografie des in letzter Zeit etwas schmierigen Ganesh Acharya und einer ansprechenden visuellen Präsentation kann nicht mehr viel schief gehen. "Humko Deewana Kar Gaye" hat seine Mängel, wirkt in der heutigen Zeit etwas angestaubt - doch wer auf Romanzen im 90er Jahre-Stil und auf anspruchslose Unterhaltung aus ist, landet hier auf jeden Fall einen Treffer.“ (von molodezhnaja.ch)

## Trivia
- In dem Film ist ein Ausschnitt aus dem Bollywoodklassiker Junglee mit Shammi Kapoor und Saira Banu zu sehen.